# Nautilus (Jules Verne)
Pour les articles homonymes, voir Nautilus.
 (mars 2017).
Si vous disposez d'ouvrages ou d'articles de référence ou si vous connaissez des sites web de qualité traitant du thème abordé ici, merci de compléter l'article en donnant les références utiles à sa vérifiabilité et en les liant à la section « Notes et références ».

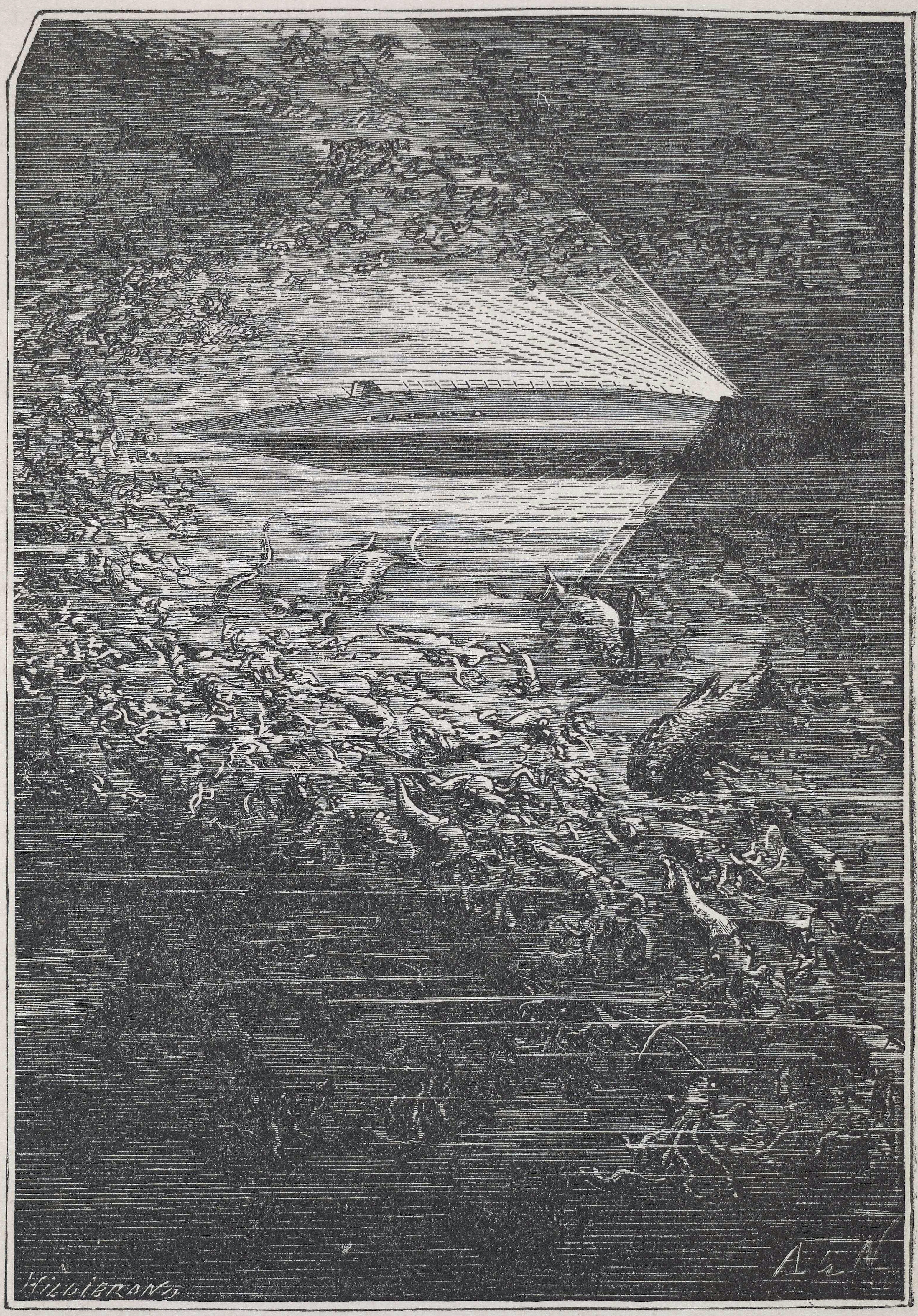
Le Nautilus vu par Neuville et Riou

Le Nautilus  est le sous-marin de fiction imaginé par Jules Verne pour son roman Vingt Mille Lieues sous les mers (1869). Le capitaine Nemo est son commandant.
Il s'agit, selon les critères techniques de l'époque de publication du roman, d'un sous-marin très avancé ; car l'électricité, qu'il utilise quotidiennement, n'en est alors qu'à ses balbutiements. Durant une période de sept mois, il couvre la distance de 20 000 lieues (environ 80 000 kilomètres), soit plus de deux fois la circonférence terrestre. Il est tout à la fois un laboratoire de recherche, un musée et un instrument de vengeance. Selon la description de Nemo au professeur Aronnax, « c'est un cylindre très allongé, à bouts coniques... la longueur de ce cylindre, de tête en tête, est exactement de soixante-dix mètres, et son bau, à sa plus grande largeur, est de huit mètres ». En effet, quoiqu'il permette la redécouverte de l'Atlantide, et l'atteinte du pôle Sud (supposé entouré d'une mer libre), il est aussi responsable de l'endommagement de plusieurs navires notamment le Scotia et l'Abraham Lincoln. À la fin du roman, il disparaît au large des îles Lofoten (Norvège) dans un puissant tourbillon marin : le maelström. On le retrouve plus tard dans un autre roman de Jules Verne, L'Île mystérieuse (1875).
Le Nautilus est aujourd'hui un symbole de progrès technique, et son nom est aujourd'hui encore très populaire parmi les sous-marins.

## L'idée duNautilus

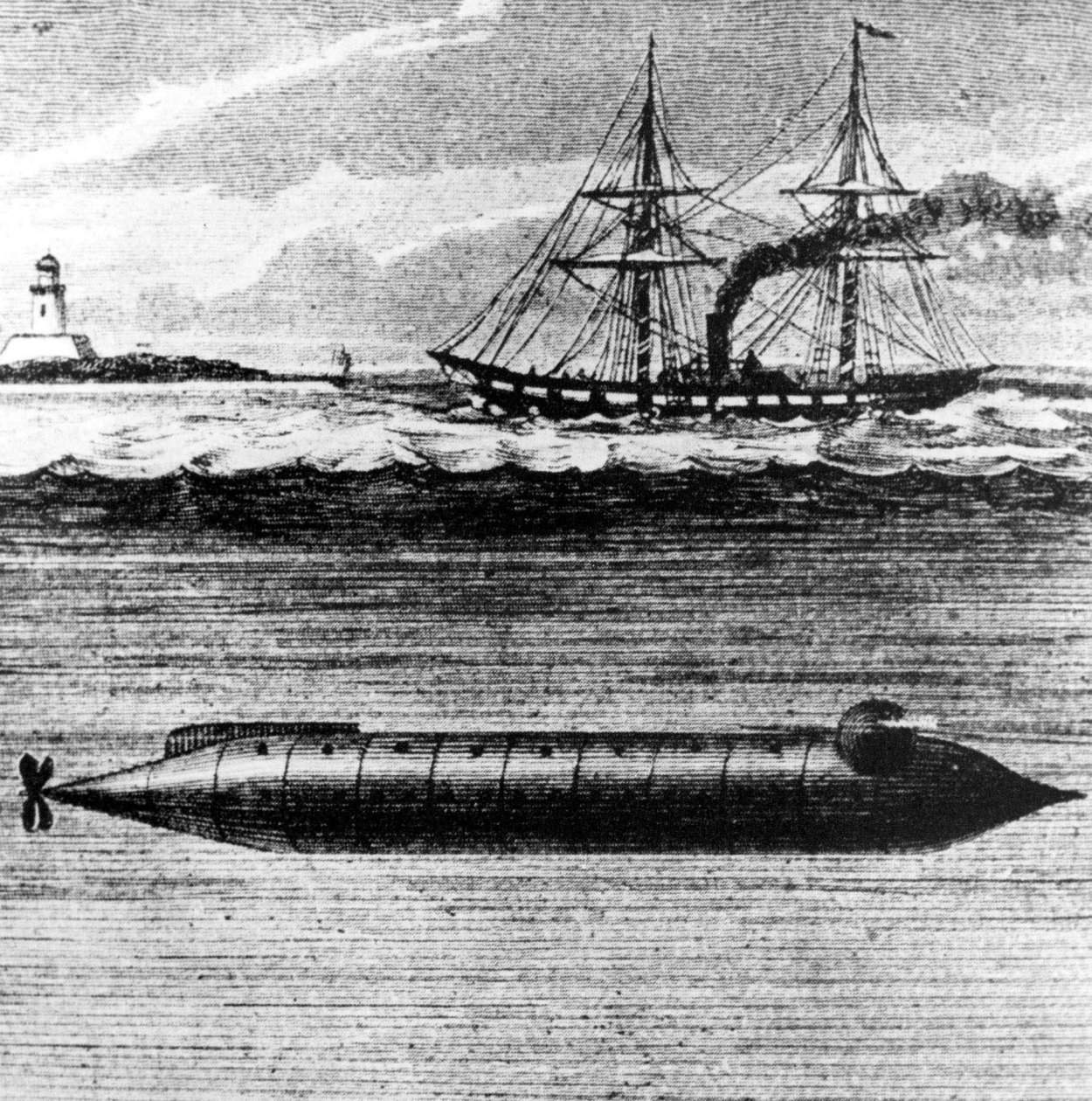
L'Alligator

La première idée de Jules Verne n'est pas d'inventer un grand sous-marin. L'apparition du Nautilus dans l'imagination de l'écrivain est due, avant tout, à l'isolement voulu de son capitaine, Nemo. En 1867, Jules Verne écrit d'ailleurs à son éditeur, Hetzel :

« Il faut que cet inconnu n'ait plus aucun rapport avec l'Humanité dont il s'est séparé. Il n'est plus sur Terre, il se passe de la terre. La mer lui suffit, mais il faut que la mer lui fournisse tout, vêtements et nourriture. »

— Jules Verne, Correspondance.
L'écrivain décide donc de placer son héros dans les profondeurs de l'océan, et pour cela, il lui faut un bateau submersible. Ainsi commencent à se former dans son esprit les images du futur Nautilus.
Dans les années 1860, les sous-marins existent déjà. Plusieurs pays en construisent, et l'écrivain est bien conscient de leur existence. Ainsi, en 1862, il visite le chantier de construction du Plongeur, considéré à l'époque comme un géant parmi les sous-marins alors existants. En 1867, lors d'un voyage aux États-Unis, Verne visite l'Exposition universelle de Campus Martius où sont présentés la « Fée Électricité », un projet pour le canal de Suez, ainsi que des sous-marins de première technologie et des combinaisons de plongée. Toutes ces innovations auront une influence sur le Nautilus et on les retrouvera pour la plupart dans Vingt Mille Lieues sous les mers et les romans ultérieurs.
Il est difficile de déterminer exactement quel type de sous-marin est le prototype du Nautilus. Il ressemble beaucoup à l'USS Alligator (1862), submersible américain lancé en 1862. Cependant, ses équipements internes sont plus proches de ceux du Plongeur avec un réservoir d'air comprimé à l'avant, une vis d'entraînement mécanique, des citernes de ballast purgeables grâce à de l'air comprimé, ainsi que d'énormes compartiments.

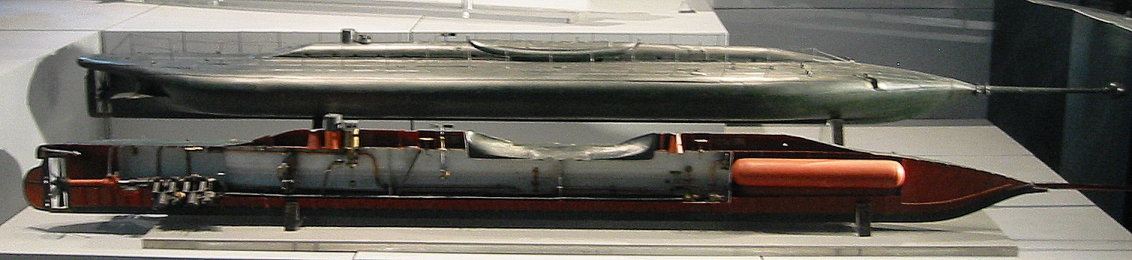
Une maquette du Plongeur au musée national de la marine de Paris

Le Nautilus aurait été nommé ainsi en l'honneur du sous-marin de Fulton, dont une démonstration du fonctionnement est faite devant les Parisiens sur la Seine en mai 1801. Toutefois, Verne, né en 1828, n'avait aucune raison de nommer son navire de fiction en l'honneur de Robert Fulton, dont il ne mentionne jamais le nom,. Il présente par ailleurs un épisode dans lequel les passagers du Nautilus décrivent de nombreux coquillages dont le nautilus (qui dans le roman est appelé « argonaute » par les personnages), les mollusques et leur coquille pouvant figurer le capitaine Nemo et son navire. Ce même épisode révèle ainsi la signification de la devise du Nautilus : Mobilis in mobile (« Mobile dans l'élément mobile »).

## LeNautilusdans les œuvres littéraires de Jules Verne

### Création
Après l'écrasement de la mutinerie des Cipayes en Inde et le retour du régime britannique, le prince Dakkar, ayant perdu sa femme et ses deux enfants, se retire sur une île lointaine de l'océan Pacifique avec une poignée de personnes qui lui sont restées fidèles. C'est là qu'il conçoit les plans de son futur sous-marin. Afin de conserver l'anonymat, il commande alors à diverses entreprises, dans le monde entier, des pièces différentes de son futur submersible, chaque entreprise ayant reçu les plans sous des noms différents et devant envoyer les pièces en question à des destinataires déguisés. Il les assemblera toutes après coup. Par exemple, la quille du Nautilus est forgée au Creusot, son arbre d'hélice chez Pen et Compagnie à Londres, les plaques de tôle de sa coque chez Leard à Liverpool, son hélice chez Scott, de Glasgow, ses réservoirs par Cail et compagnie à Paris, sa machine par Krupp, en Prusse, son éperon dans les ateliers de Motala en Suède, ses instruments de précision chez Harth frères de New York, etc. Après cela, le prince Dakkar, qui s'appelle désormais lui-même le capitaine Nemo, crée sur l'île un quai en bois, où sont assemblées les pièces du navire, lequel est baptisé Nautilus. Après le montage du sous-marin, Nemo détruit toute trace d'occupation humaine sur l'île, et son navire commence un voyage dans la mer profonde.

### Construction

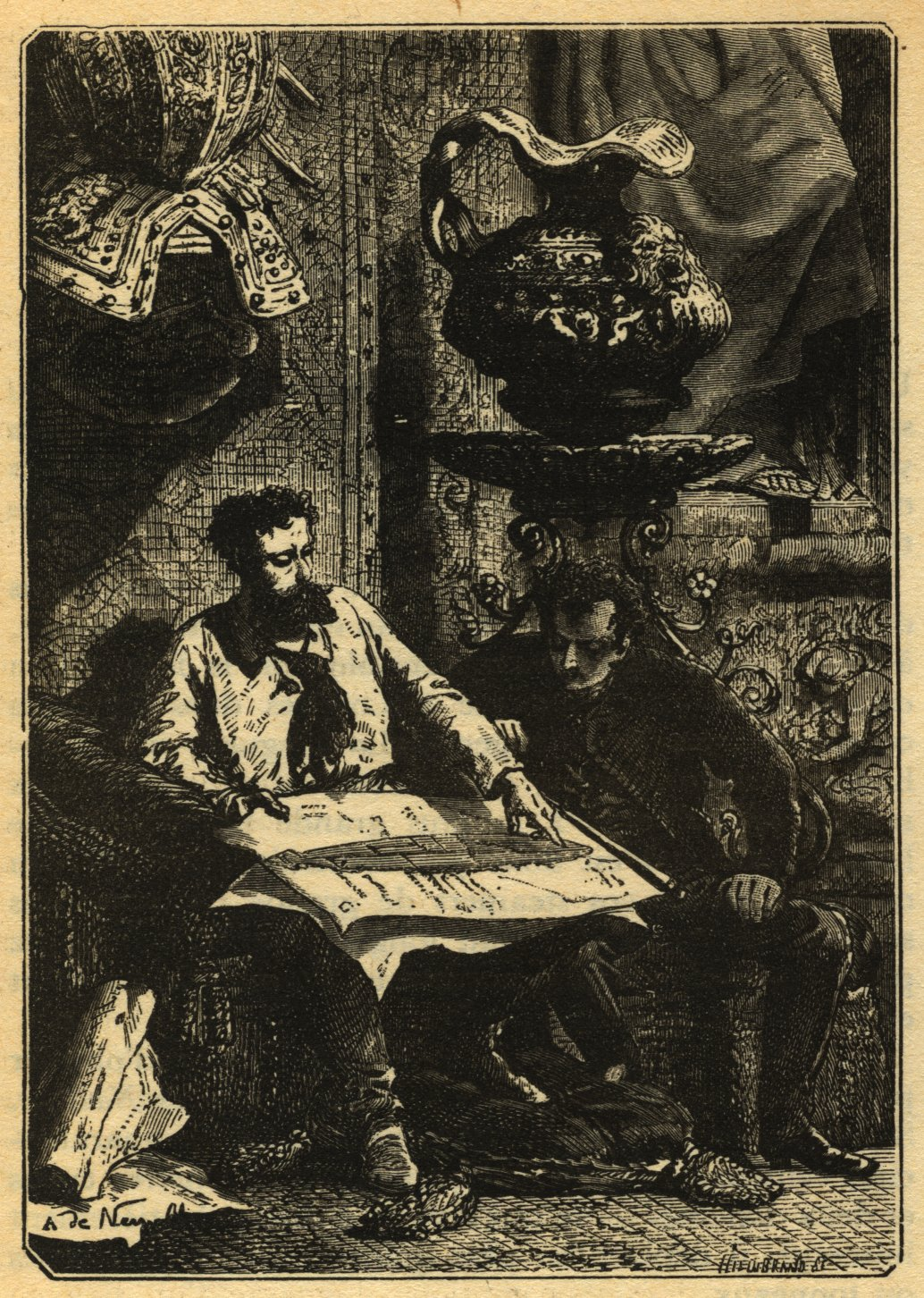
Le capitaine Nemo et le professeur Aronnax regardent les plans du Nautilus

Le Nautilus a l'aspect d'un cylindre très allongé à bouts coniques. Il adopte en fait sensiblement la forme d'un cigare. La longueur de ce cylindre, de bout en bout, est exactement de soixante-dix mètres, et son bau, à sa plus grande largeur, est de huit mètres. Il n'est donc pas construit au dixième comme les steamers de grande marche, mais ses lignes sont suffisamment longues et sa coulée assez prolongée, pour que l'eau déplacée s'échappe aisément et n'oppose aucun obstacle à sa marche. Ces deux dimensions permettent d'obtenir, par un simple calcul, la surface et le volume du Nautilus. Sa surface comprend mille onze mètres carrés et quarante-cinq centièmes ; son volume, quinze cents mètres cubes et deux dixièmes — ce qui revient à dire qu'entièrement immergé, il déplace ou pèse quinze cents mètres cubes ou tonneaux. Lorsque Nemo dessinait les plans du Nautilus, il voulait qu'en équilibre dans l'eau, il plongeât des neuf dixièmes et qu'il émergeât d'un dixième seulement. Par conséquent, il ne devait déplacer dans ces conditions que les neuf dixièmes de son volume, soit mille trois cent cinquante-six mètres cubes et quarante-huit centièmes, c'est-à-dire de ne peser que le même nombre de tonneaux. Il a donc dû ne pas dépasser ce poids en le construisant suivant les dimensions susdites.
Le Nautilus se compose de deux coques, l'une intérieure, l'autre extérieure, réunies entre elles par des fers en T qui lui donnent une rigidité extrême. En effet, grâce à cette disposition cellulaire, il résiste comme un bloc, comme s'il était plein. Son bordé ne peut céder ; il adhère par lui-même et non par le serrage des rivets, et l'homogénéité de sa construction, due au parfait assemblage des matériaux, lui permet de défier les mers les plus violentes. Ces deux coques sont fabriquées en tôle d'acier dont la densité par rapport à l'eau est de sept, huit dixièmes. La première n'a pas moins de cinq centimètres d'épaisseur et pèse trois cent quatre-vingt-quatorze tonneaux quatre-vingt-seize centièmes. La seconde enveloppe, la quille, haute de cinquante centimètres et large de vingt-cinq pesant, à elle seule, soixante-deux tonneaux. La machine, le lest, les divers accessoires et aménagements, les cloisons et les étrésillons intérieurs ont un poids de neuf cent soixante et un tonneau soixante-deux centièmes, qui s'ajoutent aux trois cent quatre-vingt-quatorze tonneaux et quarante-huit centièmes. C'est pourquoi, pour permettre au Nautilus d'émerger d'un dixième, le capitaine Nemo a disposé des réservoirs d'une capacité égale à ce dixième, soit d'une contenance de cent cinquante tonneaux et soixante douze centièmes, et, s'ils sont remplis d'eau, le Nautilus déplaçant alors quinze cent sept tonneaux, ou les pesant, sera complètement immergé.
Sur la partie supérieure de la coque, un pont fermé de barrières est accessible. Ce pont se situe entre la timonerie, qui dépasse de la coque, et un projecteur, dépassant lui aussi. Le projecteur éclaire ainsi en direction de l'avant du Nautilus et de la timonerie pour permettre une bonne vision des abysses au timonier. Le Nautilus possède aussi un canot qui lui est accroché par des boulons. En les dévissant, le canot remonte à la surface ; il peut communiquer avec le sous-marin par télégramme. Le Nautilus revient ensuite jusqu'au canot pour que celui-ci se raccroche au sous-marin. Sur les deux flancs du sous-marin, de grandes fenêtres circulaires permettent d'observer les fonds marins.

### L'agencement interne

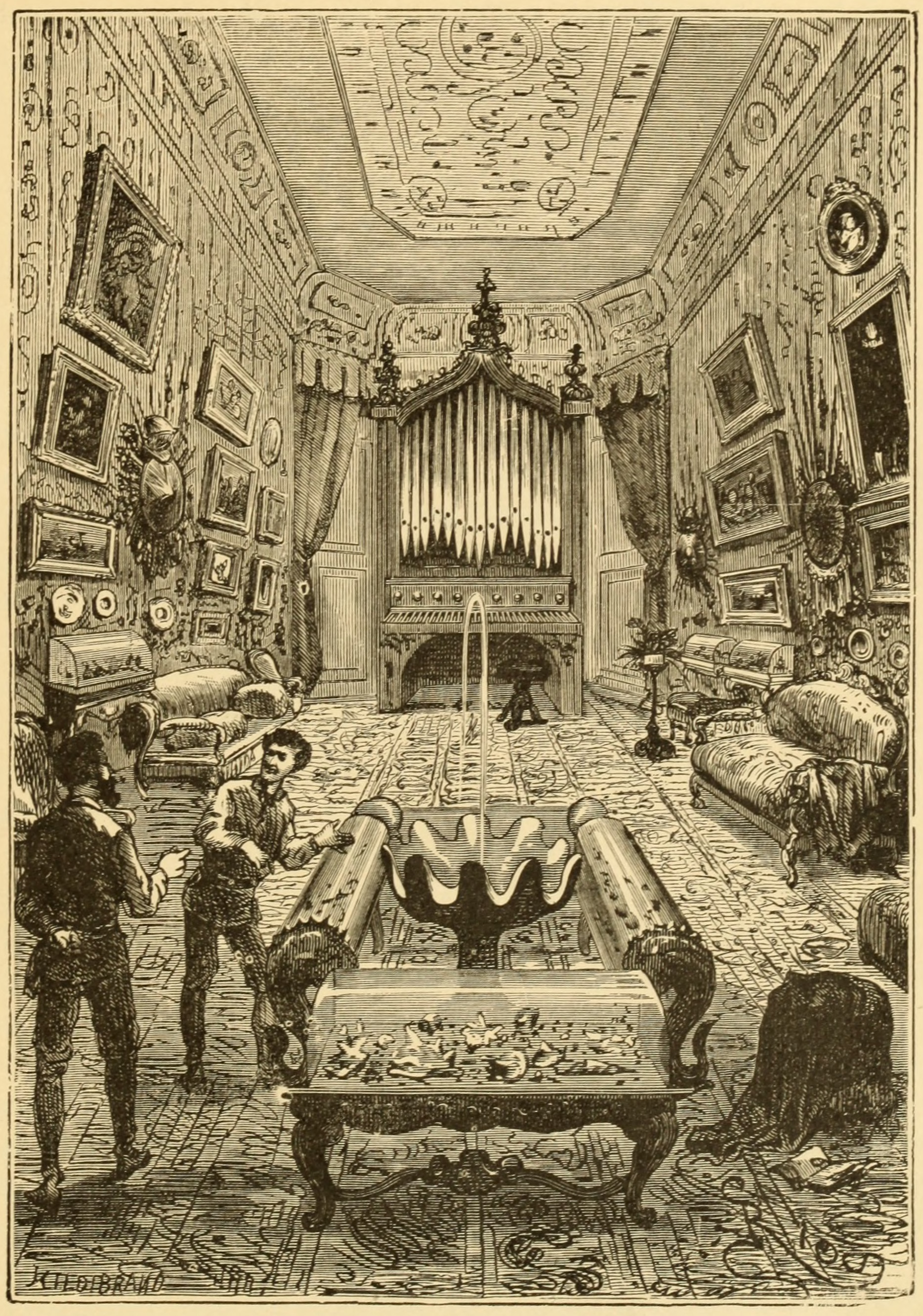
Le salon du Nautilus,

Le sous-marin est occupé à l'avant par un réservoir de stockage d'air, nécessaire pour les immersions.
Le reste du Nautilus est agencé de telle manière qu'il est possible de le considérer en deux parties aux fonctions différentes.
La première partie, occupant l'avant et longue de trente mètres, consiste en un ensemble de pièces destinées au repos, à la lecture et au travail. 
La première de ces pièces est une chambre de deux mètres cinquante. Le professeur Aronnax l'occupe dans Vingt Mille Lieues sous les mers.
Elle est suivie par la chambre du capitaine, deux fois plus longue, décrite comme une pièce austère, meublée seulement d'un lit de fer, d'un bureau, de quelques chaises et d'un lavabo. Cette pièce est équipée de nombreux instruments permettant au capitaine Nemo de surveiller à tout moment l'activité du Nautilus.
À la suite de cette chambre, séparée d'elle par des cloisons étanches, se trouve un salon.
Il s'agit d'une salle spacieuse et richement décorée de dix mètres de long pour six de large et cinq de haut. Son plafond est orné de motifs dans l'esprit des voûtes mauresques, cachant une puissante ampoule. Le salon constitue un véritable musée d’œuvres d'art et de curiosités naturelles pour son capitaine. Ses murs sont couverts de papier-peint tissé. Environ une trentaine de toiles, dans des cadres identiques séparés les uns des autres par des boucliers et des armures, ornent les murs. Parmi les peintures, on peut trouver les œuvres de Raphaël, Léonard de Vinci, Troyon, Messonier et Daubigny mais aussi des œuvres de peintres plus contemporains tels Ingres ou Delacroix. Sur le mur de l'un des petits côtés, entre les portes, a été installé un grand harmonium. Dans les angles, sur de hauts socles en marbre, sont présentées plusieurs reproductions en bronze de sculptures antiques. À côté des œuvres d'art, on peut trouver des merveilles naturelles, algues, coquillages et autres spécimens de la flore et de la faune océaniques. Au centre du salon est installée une fontaine créée à partir d'un tridacne géant d'un diamètre de deux mètres environ, le jet étant éclairé électriquement par en dessous. Autour de cette fontaine, dans des vitrines encadrées de cuivre, sont exposées et étiquetées des raretés des eaux océaniques. Ce musée concilie ainsi des œuvres terrestres, parmi les seuls liens que le capitaine Nemo conserve encore avec la terre, et des produits marins.

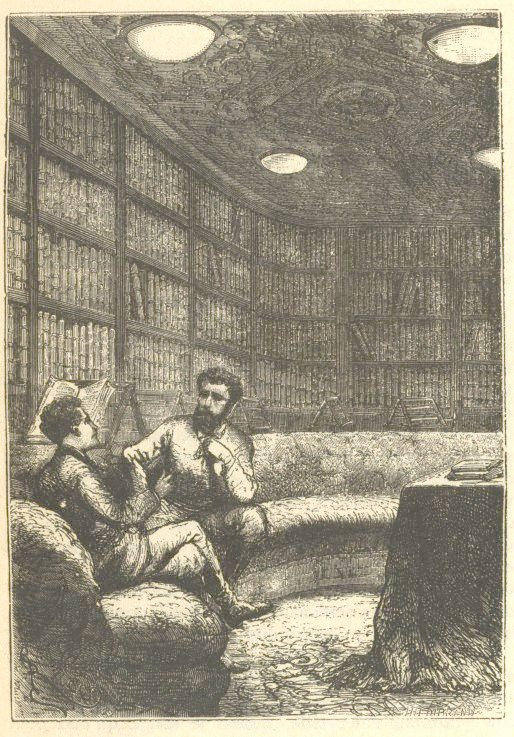
La bibliothèque du Nautilus

Au salon succède la bibliothèque de cinq mètres de longueur, tenant également lieu de fumoir. Les murs de cette salle sont équipés d'étagères en palissandre avec des incrustations de bronze occupant tout l'espace du sol au plafond. La bibliothèque est riche d'environ douze mille volumes. Un grand divan placé autour d'une table occupe le centre de la pièce. Il permet de lire confortablement, ainsi que de fumer. Quatre lampes en verre dépoli sont fixées sur le plafond décoré de stuc.
Après la bibliothèque se trouve la salle à manger. Les deux pièces sont séparées par une cloison étanche. 
La salle à manger est longue de cinq mètres. Elle est décorée et meublée dans un style strict. Aux deux extrémités de cette pièce sont installés deux meubles en chêne et en ébène. Sur leurs étagères est disposé un ensemble de vaisselle de Chine, en porcelaine, cristal et argent. Le plafond est décoré de fines peintures pour adoucir la clarté diffusée par les plafonniers.
Une troisième cloison étanche permet de passer de la salle à manger à une pièce de cinq mètres depuis laquelle il est possible d'accéder à l'extérieur ou au canot.
Ensuite vient une autre cabine de deux mètres de long. C'est là que vivront Conseil, le domestique du professeur Aronnax, et Ned Land, le harponneur qui les a accompagnés.
La cuisine de trois mètres de long se trouve juste derrière la cabine, située entre deux spacieux garde-manger. Près de la cuisine se trouve une salle de bains avec robinets d'eau chaude et froide. La pièce suivante est la cabine de pilotage, d'une longueur de cinq mètres.
La quatrième cloison étanche sépare la cabine de pilotage de la chambre des machines de vingt mètres de long, bien éclairée. Cette chambre se divise en deux parties : la première est la centrale de production d'électricité, la seconde abrite la salle des machines et l’hélice du Nautilus.
Si on ne considère que le coût du logement et des équipements, le Nautilus, au moment de sa création, valait environ deux millions de francs et, avec les collections et les œuvres d'art conservées en lui, au moins quatre ou cinq millions de francs.

### LeNautilusdansVingt Mille Lieues sous les mers
Le Nautilus apparaît dans les premières pages du roman et fait presque immédiatement la démonstration de ses performances extraordinaires, en avance sur tous les systèmes de navires existants. Au début, tout le monde pense que c'est un animal, un monstre : il est d'abord pris pour un gigantesque cétacé (narval), puis pour un calmar géant. Aronnax, Conseil et Ned Land s'embarquent alors dans la frégate Abraham Lincoln et se font attaquer trois mois plus tard par le Nautilus. Ils sont tirés hors de l'eau et finissent par se retrouver à l'intérieur du sous-marin où le capitaine Nemo décide de leur laisser une liberté totale de déplacement.

« La mer était distinctement visible dans un rayon d'un mille autour du Nautilus. Quel spectacle ! Quelle plume le pourrait décrire ! Qui saurait peindre les effets de la lumière à travers ces nappes transparentes, et la douceur de ces dégradations successives jusqu'aux couches inférieures et supérieures de l'océan. »

Par la suite, l'auteur décrit à plusieurs reprises son admiration pour les habitants des profondeurs et leur environnement naturel. Dans la mer des Sargasses, le Nautilus plonge jusqu'à une profondeur de 16 km sans aucun dommage.

« Le Nautilus descendit plus bas encore, malgré les puissantes pressions qu'il subissait. Je sentais les tôles trembler sous la jointure de leurs boulons ; ses barreaux s'arquaient ; ses cloisons gémissaient ; les vitres du salon semblaient se gondoler sous la pression des eaux. Et ce solide appareil eût cédé sans doute, si, ainsi que l'avait dit son capitaine, il n'eut été capable de résister comme un bloc plein. »

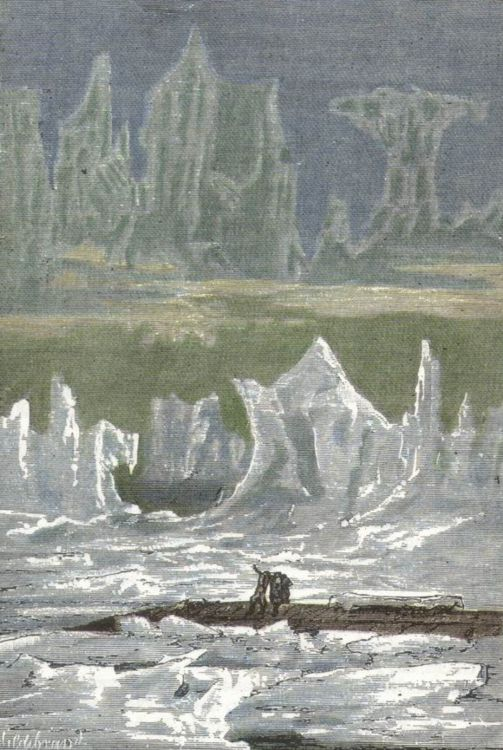
Dans la glace près du pôle Sud

Après quoi, les héros du Nautilus font une halte au pôle Sud, où Nemo plante un drapeau à ses armes.

« Moi, capitaine Nemo, ce 21 mars 1868, j'ai atteint le pôle Sud sur le quatre-vingt-dixième degré, et je prends possession de cette partie du globe égale au sixième des continents reconnus. »

Le Nautilus a également permis à son capitaine de faire de nombreuses découvertes. C'est grâce à lui que Nemo trouve le tunnel d'Arabie (Arabian Tunnel), sous l'isthme de Suez, révèle le secret de la mort de La Pérouse, peut examiner un certain nombre de grottes sous-marines et découvre l'Atlantide. 
Dans le même temps, le Nautilus se révèle être un redoutable navire de guerre, tant par sa puissance que par sa furtivité. Au début du roman est évoquée sa rencontre fortuite avec un navire à passagers, quand le bélier a enfoncé cinq centimètres d'acier avec une telle facilité que le navire n'a ressenti qu'une légère poussée. Après cet incident, les journaux commencent à blâmer les « narvals géants » (alors qu'il s'agit du Nautilus), en voyant la marque dans la disparition de chaque navire.

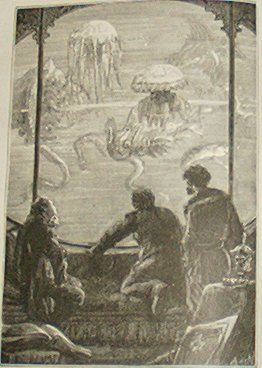
Personnages du roman Vingt Mille Lieues sous les mers observant la vie sous-marine

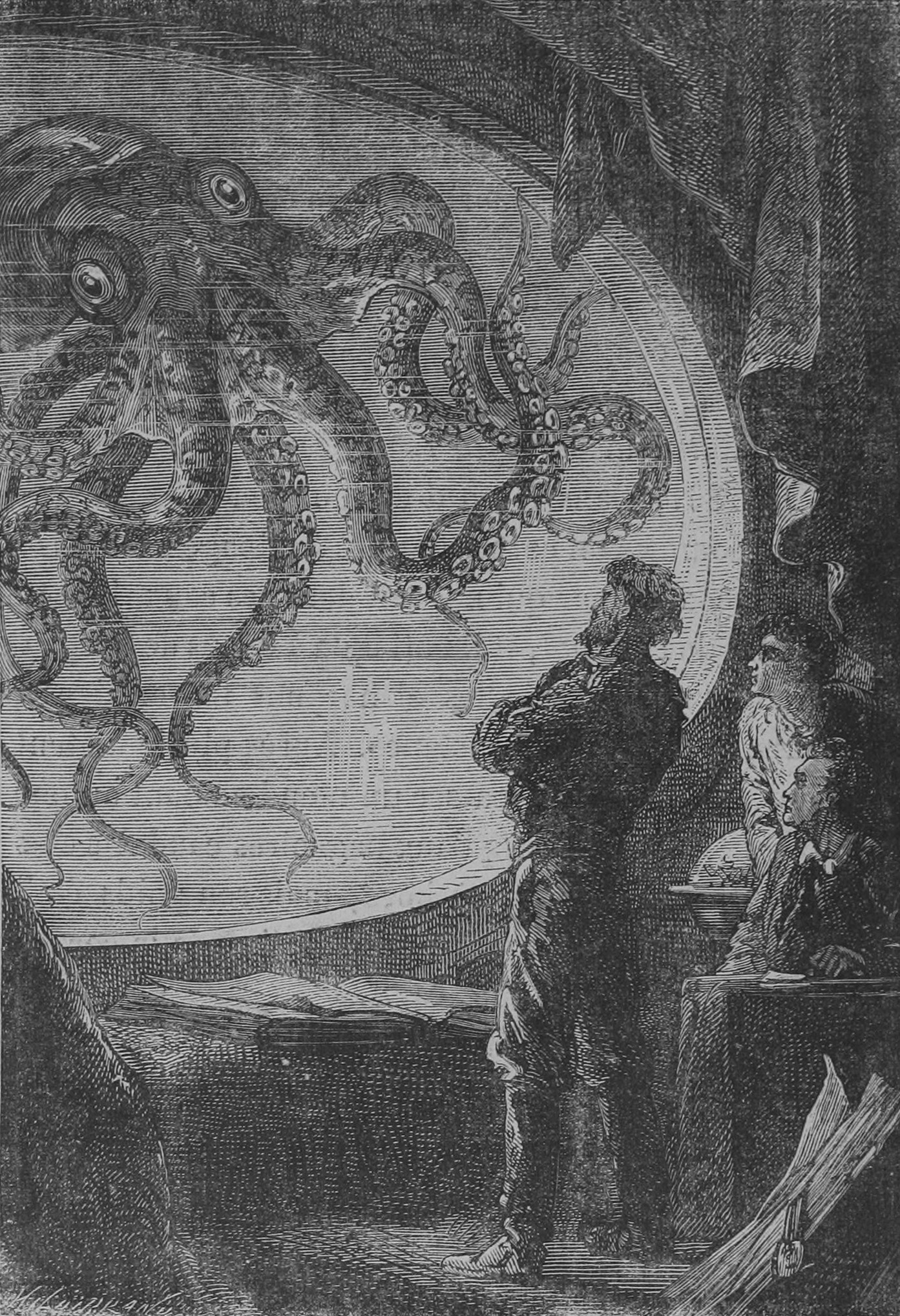
Les mêmes face au kraken qui s'en prend au sous-marin

Bien que tirant toute sa subsistance de la mer et commandé par un homme indigné par les injustices du genre humain, l'équipage du Nautilus ne semble pas bon connaisseur de la biodiversité marine et reste dans la relation « Homme-Nature » du XIXe siècle, faite de prédation et de violence : tout d'abord, le sous-marin est attaqué par un monstre marin, mi-kraken, mi-calmar géant ; ensuite, il utilise son rostre pour tuer tout un troupeau de cachalots en lutte contre des baleines :

« Le combat était déjà commencé entre les cachalots et les baleines, lorsque le Nautilus arriva. Il manœuvra de manière à couper la troupe des macrocéphales. Ceux-ci, tout d’abord, se montrèrent peu émus à la vue du nouveau monstre qui se mêlait à la bataille. Mais bientôt ils durent se garer de ses coups. »

« Quelle lutte ! Ned Land lui-même, bientôt enthousiasmé, finit par battre des mains. Le Nautilus n’était plus qu’un harpon formidable, brandi par la main de son capitaine. Il se lançait contre ces masses charnues et les traversait de part en part, laissant après son passage deux grouillantes moitiés d’animal. Les formidables coups de queue qui frappaient ses flancs, il ne les sentait pas. Les chocs qu’il produisait, pas davantage. Un cachalot exterminé, il courait à un autre, virait sur place pour ne pas manquer sa proie, allant de l’avant, de l’arrière, docile à son gouvernail, plongeant quand le cétacé s’enfonçait dans les couches profondes, remontant avec lui lorsqu’il revenait à la surface, le frappant de plein ou d’écharpe, le coupant ou le déchirant, et dans toutes les directions et sous toutes les allures, le perçant de son terrible éperon. »

« Quel carnage ! Quel bruit à la surface des flots ! Quels sifflements aigus et quels ronflements particuliers à ces animaux épouvantés ! Au milieu de ces couches ordinairement si paisibles, leur queue créait de véritables houles. »

« Pendant une heure se prolongea cet homérique massacre, auquel les macrocéphales ne pouvaient se soustraire. Plusieurs fois, dix ou douze réunis essayèrent d’écraser le Nautilus sous leur masse. On voyait, à la vitre, leur gueule énorme pavée de dents, leur œil formidable. Ned Land, qui ne se possédait plus, les menaçait et les injuriait. On sentait qu’ils se cramponnaient à notre appareil, comme des chiens qui coiffent un ragot sous les taillis. Mais le Nautilus, forçant son hélice, les emportait, les entraînait, ou les ramenait vers le niveau supérieur des eaux, sans se soucier ni de leur poids énorme, ni de leurs puissantes étreintes. »

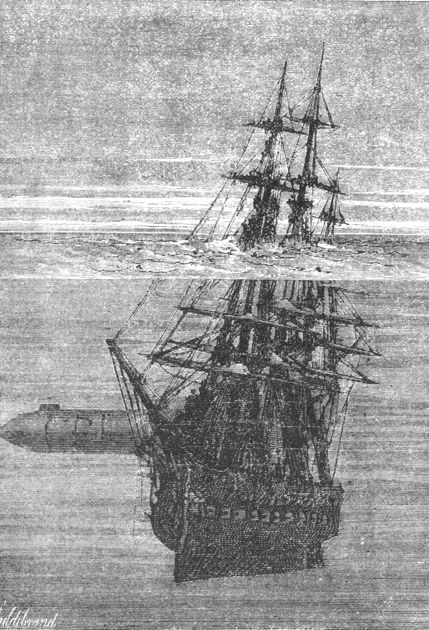
Le Nautilus à côté d'un navire en perdition

En outre, le Nautilus est montré comme une « arme de représailles », et, si un seul chapitre fait allusion à sa bataille contre une frégate, il est décrit peu avant la fin du roman, lorsqu'il sombre, comme un vaisseau militaire.

« Cependant, la vitesse du Nautilus s’accrut sensiblement. C’était son élan qu’il prenait ainsi. Toute sa coque frémissait. »

« Soudain, je poussai un cri. Un choc eut lieu, mais relativement léger. Je sentis la force pénétrante de l’éperon d’acier. J’entendis des éraillements, des raclements. Mais le Nautilus, emporté par sa puissance de propulsion, passait au travers de la masse du vaisseau comme l’aiguille du voilier à travers la toile ! »

À la fin du roman, après que ses passagers l'ont fui, le Nautilus est happé par un énorme tourbillon au large de la Norvège : le Maelström. Mais dans le roman ultérieur titré L'Île mystérieuse, on apprend que le Nautilus n'a pas été détruit.

### La fin duNautilus

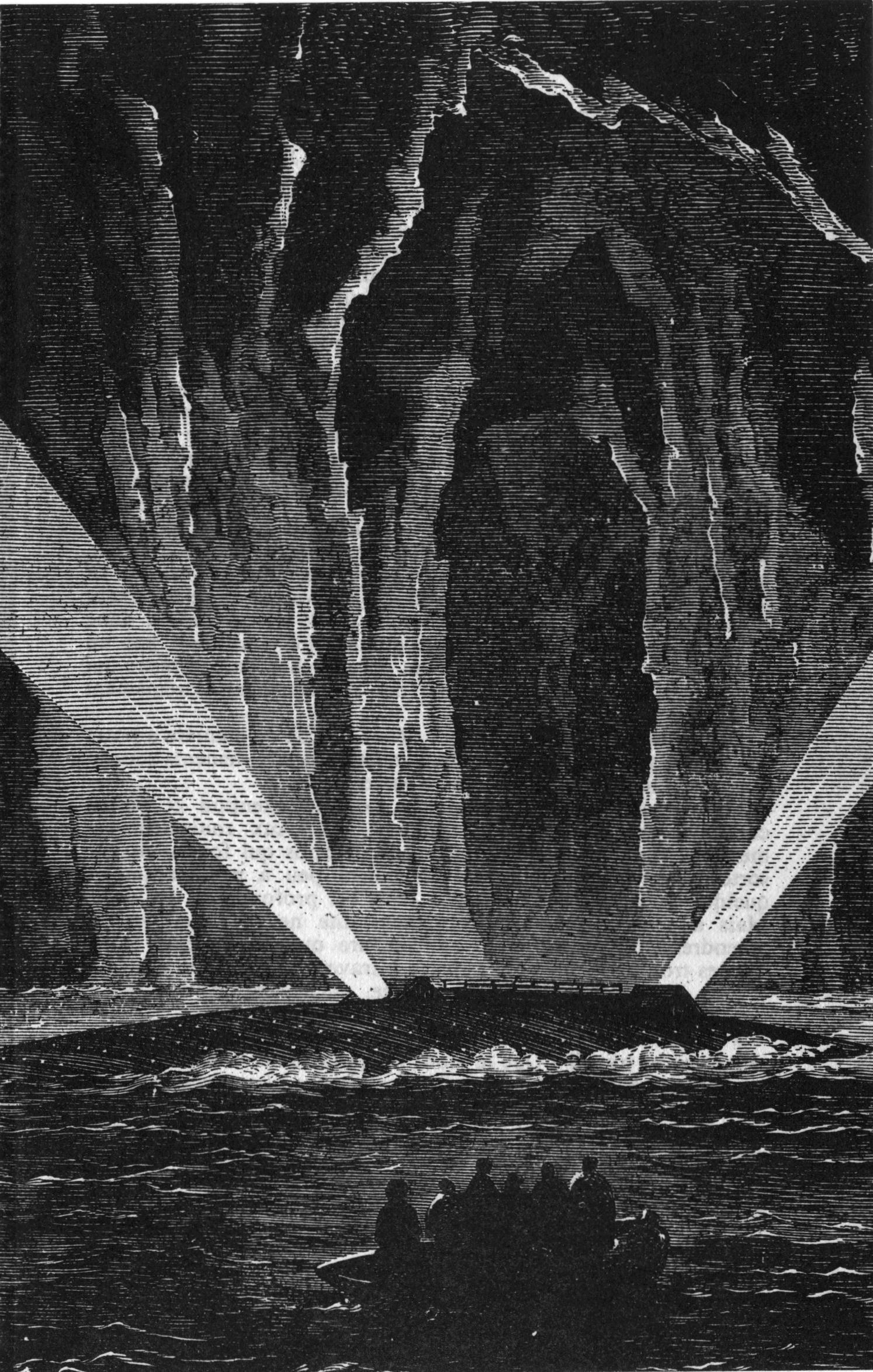
Le Nautilus dans la grotte de l'île Lincoln

La fin du Nautilus est racontée dans L'Île mystérieuse, roman de Jules Verne.
Au fil du temps, tous les compagnons du capitaine Nemo sont décédés et le capitaine se retrouve seul à 60 ans avec son navire. Il ramène le Nautilus dans un port secret qui lui a parfois servi de place de stationnement. Ce port est situé dans une grotte sous-marine, sous l'île Lincoln, une île perdue du Pacifique. Six ans plus tard, quand un ballon s'écrase sur l'île, avec à son bord des voyageurs américains, Nemo veut fuir, mais il s'avère alors que, sous l'action des forces volcaniques, le basalte de l'île s'est soulevé, bloquant l'entrée de la grotte : le navire ne peut pas sortir. Quelques années plus tard, Nemo, sentant sa fin proche, entre en contact avec les naufragés du ballon, devenus entre-temps des colons de l'île. Après les avoir amenés jusqu'au Nautilus et s'être entretenu avec eux, il leur présente sa dernière requête :

« ... je désire ne pas avoir d’autre tombeau que le Nautilus. C’est mon cercueil, à moi ! Tous mes amis reposent au fond des mers, j’y veux reposer aussi. »

Les colons promettent de le satisfaire et, après la mort de Nemo, ferment hermétiquement les portes et trappes du Nautilus, puis ouvrent à l'arrière une vanne de purge. Le 16 octobre 1868, le Nautilus plonge pour la dernière fois, emportant le prince Dakkar. Le 9 mars 1869, après une éruption prolongée du mont Franklin, volcan de l'île, les parois de la grotte s'effondrent. La mer entre, et l'eau rencontra le feu du volcan. En se vaporisant, la pression fait sauter une grande partie de l'île. Le Nautilus est finalement enseveli sous ces décombres rocheux.

« ... jamais ils ne devaient oublier cette île, sur laquelle ils étaient arrivés, pauvres et nus, cette île qui, pendant quatre ans, avait suffi à leurs besoins, et dont il ne restait plus qu’un morceau de granit battu par les lames du Pacifique, tombe de celui qui fut le capitaine Nemo ! »

### Erreurs et incohérences

#### Erreurs dans la chronologie
Il est impossible de déterminer avec précision l'année de la construction du navire. Le professeur Aronnax découvre dans la bibliothèque du navire un livre de Joseph Bertrand intitulé Les Fondateurs de l'astronomie, publié en 1865, d'où il conclut que le Nautilus ne s'est pas immergé pour la première fois avant 1865.
Dans le roman L'Île mystérieuse, il est stipulé que le Nautilus a été construit après la révolte des Cipayes, qui dure jusqu'en 1859, et qu'il reste en contact avec les colons sur l'île de Nemo durant 6 ans. Il s'avère que le Nautilus est « désarmé » dès 1859. En 1865, le submersible est emprisonné dans une caverne. D'où il s'ensuit que le sous-marin aurait navigué moins d'un an à travers les océans et que Nemo n'y aurait vécu que neuf ans, ce qui est beaucoup moins que les trente ans qu'il indique à l'ingénieur Cyrus Smith.
Ces contradictions apparentes proviennent de ce que les romans dans lesquels apparaît le Nautilus ne sont fondamentalement pas d'accord sur les dates :
- Vingt Mille Lieues sous les mers se déroule durant les années 1867-1868. À ce moment-là, l'équipage du Nautilus est encore assez nombreux.
- L'Île mystérieuse se situe dans la même période, en 1865-1869, mais le capitaine Nemo est alors un vieil homme (à la fin du livre, il est dit qu'il a environ 70 ans), tous ses amis sont morts depuis longtemps et son Nautilus est pris au piège dans une grotte. Dans ce cas, Smith se réfère à l'intrigue de Vingt Mille Lieues sous les mers en tant que vieille histoire, connue de longue date. Fait intéressant dans l'histoire de la vie du capitaine Nemo, racontée par les colons, les dates correspondent à celles de Vingt Mille Lieues sous les mers, même si elles sont contraires à la chronologie de L'Île mystérieuse.

Les contradictions ne peuvent être levées que d'une seule manière : le « déplacement » du contexte historique de L'Île mystérieuse trente ans plus tard. Mais il devient alors impossible de le lier à la guerre de Sécession.

#### Erreurs techniques et mauvais calculs explicites
Dans Vingt Mille Lieues sous les mers, le professeur Aronnax décrit la surface du bâtiment comme recouverte de tôles métalliques, empilées comme des tuiles, qui apparaissent de loin comme une couverture d'écailles. Toutefois, par la suite, il parlera à plusieurs reprises d'une surface parfaitement lisse, faisant ressembler le navire à une baleine.
Le système d'alimentation électrique du Nautilus demeure, même à l'heure actuelle, irréalisable : il n'existe aucune pile ou batterie de taille, de masse et de capacité suffisantes pour permettre au navire de réaliser ses longs voyages sans ravitaillement ni rechargement. La batterie au sodium décrite par l'auteur est invraisemblable. Ce n'est pas là le seul exemple d'appareil électrique trop puissant dans les romans de Jules Verne : c'est aussi le cas, entre autres, du dispositif de chauffage électrique de l'hydrogène décrit dans Cinq semaines en ballon ; même avec nos connaissances techniques actuelles, il serait impossible de construire une telle batterie.
L'auteur a également surestimé la résistance du Nautilus à la pression. La plongée à plusieurs kilomètres de profondeur décrite dans Vingt Mille Lieues sous les mers aurait inévitablement conduit à la destruction du Nautilus ; il n'aurait pu résister à l'énorme pression de l'eau (sans même parler du feu des projecteurs, des hublots des cabines ou des grandes fenêtres).
L'intérieur du navire, luxueux, comprend une collection impressionnante de merveilles marines, une fontaine, des statues, une bibliothèque à étagères, ainsi qu'une série de peintures encadrées qui en garnissent les murs. Tout cela, en l'absence de mécanisme de fixation, ne semble pas préoccuper Nemo lorsqu'il décide d'attaquer les bâtiments de surface ou de combattre les cachalots, bien que les chocs et les virages serrés, inévitables dans de telles situations, ne manqueraient pourtant pas de nuire à tous ces objets.
Jules Verne a élégamment éludé la question de l'approvisionnement. Le Nautilus, navire de haute technologie, nécessite pourtant de nombreuses fournitures de qualité, ainsi qu'un personnel entraîné et qualifié. Pendant la visite du Nautilus, le capitaine Nemo mentionne que de telles fournitures (y compris la nourriture, les vêtements, des tissus de qualité, ou encore des cigares) sont intégralement tirées de produits de la mer, ce qui est supposé résoudre la question. En fait, même en supposant que, pour l'essentiel, l'approvisionnement provient de stocks constitués lors du lancement du Nautilus (par exemple, les balles électriques), la plupart des matières consommables ne peuvent tout simplement pas être produites dans les conditions décrites. Par exemple, remplacer les fibres végétales ou la laine par des algues pour la production textile est possible mais ne supprime pas pour autant le besoin d'équipements spécifiques pour la filature, le tissage ou la teinture. Installer de telles chaînes de production dans l'espace exigu d'un sous-marin tel que le Nautilus serait tout simplement impossible.
Sans système d'épuration et de recyclage de l'air, même avec une ventilation périodique, la vie à bord du Nautilus deviendrait vite insupportable, aggravée par le tabagisme, le stockage des vivres et l'équipement, y compris l'odeur des algues, des poissons et filets de pêche... Il y a une cuisine et l'équipage, une vingtaine de personnes, doit se contenter d'un poste minuscule. Les seuls dispositifs d'hygiène mentionnés sont un lavabo et une baignoire. En outre, les gaz de sodium dégagés par les batteries doivent être évacués.
Un équipage nombreux devrait être nécessaire pour la manœuvre du navire. En dessous d'un seuil critique, le manque d'hommes rendrait le Nautilus difficile, voire impossible à contrôler (le nombre de tâches que chaque membre doit assumer augmentant proportionnellement à la baisse des effectifs). Or, Nemo a piloté seul le Nautilus au moins à l'occasion de son dernier voyage vers le Pacifique, avant de le garer, toujours seul, dans une grotte. Le niveau d'automatisme requis pour permettre à un homme seul d'opérer un tel navire pendant de longues périodes de veille et de repas implique la résolution de nombreux problèmes complexes et n'a toujours pas été atteint à ce jour.

### La critique
En 1968, le numéro 3 de la revue Наука и жизнь (« Science et Vie ») a publié un article de l'ingénieur et constructeur naval A. Grossmann, Confortable « Nautilus » et fermez la « Panthère ». L'auteur fait valoir que le Nautilus est en réalité impossible, il ne serait pas capable de plonger sous l'eau et le poids du navire serait lourdement surévalué. En tant qu'ingénieur, la raison qu'il invoque est que le navire comporte trop de chambres spacieuses avec un minimum d'équipement, ce qui fait que le Nautilus a une masse trop faible pour son volume et, selon le principe d'Archimède, devra toujours flotter à la surface. Ses déclarations semblaient tellement convaincre le public que l'article publié dans ses pages est repris dans un certain nombre de publications. En 1971, quand dans le numéro 5 de la même revue est publié un article de l'ingénieur G. Nadyarnykh Dans les profondeurs de l'océan, où une note accompagnant le texte de l'auteur souligne le caractère fallacieux de l'article de Grossmann, cette communication est tout simplement négligée par la plupart des lecteurs.
Réfuter l'article de Grossmann est assez simple. Le volume de la coque est de 1 500 m3, pour que le Nautilus soit capable de couler sous l'eau, son poids doit être d'au moins 1 500 t. Le poids total du navire se compose des éléments suivants :
- L'eau de ballast - environ 150 tonnes à (150,72 tonnes).
- Coque externe - 400 t à (394,96 t).
- Coque intérieure - environ 400 t (l'épaisseur de ses murailles dans le roman n'est pas spécifié, mais rendre les parois plus minces ne serait pas réaliste).
- Quille - environ 60 tonnes.
- Cloisons, cadres, accessoires, l'arbre d'hélice, la drome, les engins de combat, le pont de cale - 150 t.

Pour que le Nautilus soit capable de plonger sous l'eau, ses machines, des équipements, des batteries, l'environnement, un lest solide, devrait donc peser environ 340 tonnes, ce qui est tout à fait vraisemblable dans la pratique. Le mobilier en bois et certains équipements peuvent facilement être compensée par de lest lourd. Par exemple, si vous prenez du poids à 240 tonnes, et un lest de plomb, alors il en faudrait un volume d'environ 21 m3, ce qui représente 1,4 % du navire au total.

### Autres sous-marins dans les œuvres de Jules Verne

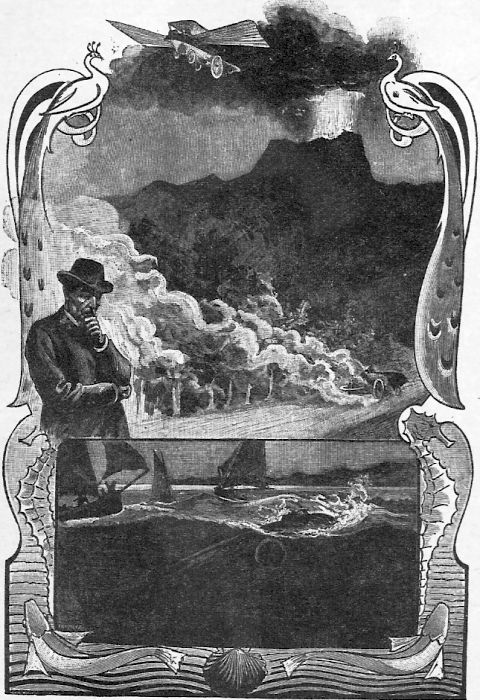
L'Épouvante, dans un autre roman de Jules Verne

Après Vingt Mille Lieues sous les mers et L'Île mystérieuse, J. Verne ne reparle plus de sous-marins pendant une longue période.
En 1896, son roman Face au drapeau présente à nouveau un sous-marin. Comme le Nautilus, son arme principale est un bélier, mais sa taille est beaucoup plus petite, il est équipé de périscopes, et il est propulsé par l'électricité, stockée dans une batterie. Aucune description détaillée du sous-marin n'apparaît dans le roman. Son commandant, Ker Karraje — un pirate qui utilise son sous-marin pour attaquer les navires — n'a pas la noblesse du Capitaine Nemo. Plus tard dans le roman, apparaît un autre sous-marin : le Sword (l'épée). Une bataille intervient entre les deux sous-marins, qui se termine par la défaite du Sword. À la fin du roman, Ker Karraje périt avec son sous-marin (qui s'appelle simplement le tug, « remorqueur », sans être autrement nommé).
En 1904, son roman Maître du Monde, met en scène l’Épouvante, une machine capable de voyager dans l'air, sur terre, sur mer et sous l'eau. L’Épouvante a un corps métallique en forme de fuseau, long de 10 mètres. Le logement est assez étroit, et le nez est plus pointu que la poupe. Sur terre, le véhicule roule sur quatre roues équipées de pneus. Dans l'eau il est mû par deux turbines Parsons. Pour s'orienter sous l'eau, un périscope est installé. Pour se mouvoir dans l'air, deux ailes, habituellement repliées sur les côtés, se déploient. La source d'énergie est formée de puissantes batteries électriques. Le capitaine de l’Épouvante est Robur, apparu précédemment dans le roman Robur le Conquérant. À la fin du récit, emporté par sa mégalomanie de maître du Monde et s'imaginant plus fort que la Nature, il envoie son engin au cœur d'une tempête. L’Épouvante est frappée par la foudre et tombe dans l'océan.
Les deux romans ont été publiés plusieurs fois et ont été traduits en plusieurs langues, mais ils n'ont jamais atteint la popularité de Vingt Mille Lieues sous les mers ou de L'Île mystérieuse.

## LeNautiluset les sous-marins réels
La longueur du Nautilus est de 70 mètres, largeur maximale : huit mètres, le déplacement - un demi-millier de tonnes. Son arme principale : un éperon d'acier qui peut pénétrer la coque d'un navire. Il était capable de descendre à une profondeur de 16 000 pieds et accélérer sous l'eau jusqu'à 50 nœuds. Et cela à une époque où un véritable sous-marin ne pouvait voyager sous l'eau qu'à des vitesses d'environ 5 nœuds et plonger à des profondeurs n'excédant pas 25 mètres. En outre, aucun des sous-marins construits ou projetés n'a eu une telle puissance, ni bénéficié d'un « carburant » inépuisable, qui équipait le Nautilus. L'électricité sert à tous les usages : elle fait tourner la vis sans fin, entraîne le compresseur d'air et illumine les profondeurs de l'océan, ainsi que l'intérieur du navire ; elle permet en outre au cuisinier d'obtenir de l'eau distillée. La conception du navire comprend tous les éléments de base des sous-marins, et Verne a exploité les connaissances les plus modernes de son époque, les idées et les développements ; ainsi, la méthode d'immersion à l'aide des ballasts est largement utilisées par tous les sous-marins modernes. Le Nautilus a même réussi à se sortir d'un énorme tourbillon, et sa fiabilité est telle que le roman ne mentionne jamais aucun problème technique. Pour son époque, le Nautilus était le submersible parfait. Ainsi, Nemo fait remarquer : 

« En effet, répondit en souriant le capitaine, et sous ce rapport, les modernes ne sont pas plus avancés que les anciens. Il a fallu bien des siècles pour trouver la puissance mécanique de la vapeur ! Qui sait si dans cent ans, on verra un second Nautilus ! Les progrès sont lents, monsieur Aronnax. »

Ce à quoi Aronnax répond :

« C'est vrai, votre navire avance d'un siècle, de plusieurs peut-être, sur son époque. Quel malheur qu'un secret pareil doive mourir avec son inventeur ! »

Cependant, peu après le roman, les progrès dans le développement de la flotte sous-marine ont commencé à prendre de la vitesse. Les fabrications de sous-marins ont augmenté, et leur construction a été de plus en plus raffinée. En juin 1904, dans la revue Sciences et mécaniques populaires, Verne a publié un article L'Avenir du sous-marin, où il a fait valoir que l'avenir était aux sous-marins de petite taille, la recherche de moyens de propulsions surpuissants et la construction d'un grand navire, capable de résister à la pression à une profondeur considérables étant, selon l'opinion de l'écrivain, une tâche impossible.
« Dans l'avenir, le bateau sera moins qu'aujourd'hui, et gérera une ou deux personnes. »
Mais, dans les années 1930, le USS O-12 (SS-73) est un sous-marin pouvant atteindre la taille du Nautilus de Nemo. En 1931, ce sous-marin militaire reconverti pour la recherche et rebaptisé Nautilus il fait la première tentative mondiale de navigation sous-marine au pôle Nord. Il transportait aux régions polaires les explorateurs G. Wilkins, et H. Sverdrup. Le 28 août le bateau a atteint un record pour les navires à la latitude de 82° mais en raison de conditions de glace défavorables, il a été contraint de rebrousser chemin le 6 septembre. Néanmoins, cette campagne a confirmé l'utilisation de sous-marins pour la recherche, des données précieuses ont été recueillies sur la navigation sous l'océan Arctique, ainsi que sur la topographie de cette zone.
En 1954, les États-Unis lancent le premier sous-marin nucléaire, SSN-571. Un réacteur nucléaire pour sous-marins l'a doté d'une source d'énergie quasi-inépuisable, ce qui le rend totalement autonome. Le SSN-571 représente le sous-marin le plus avancé à cette époque, et reçoit également le nom de USS Nautilus (SSN-571). Durant l'été 1958, dans le plus grand secret, le Nautilus entreprend une campagne sous la glace polaire et le 3 août à 23 h 15, il est le premier navire de l'histoire à atteindre le pôle Nord. Sa mission lui a valu une Presidential Unit Citation en temps de paix. Le 17 mars 1959, quasiment 91 ans après la randonnée de Nemo au pôle Sud, le sous-marin USS Skate (SSN-578) a répété l'exploit du SSN-571, et fait surface pour la première fois au pôle Nord. Et en 1966, un sous-marin nucléaire soviétique effectue pour la première fois de l'histoire le tour du monde sans faire surface.
La capacité des sous-marins à atteindre de grandes profondeurs océaniques est obtenue par les bathyscaphes. Le 23 janvier 1960, 92 ans après le Nautilus, le scientifique suisse Jacques Piccard et le lieutenant Don Walsh de l’US Navy font une plongée à bord du submersible Trieste, et enregistrent une profondeur de 11 km dans la fosse des Mariannes ; ils y observent une vie très organisée.
Les sous-marins modernes dépassent dix fois le tonnage du Nautilus de Verne ; sa vitesse a pratiquement été atteinte (le record de vitesse de sous-marins est 44,7 nœuds pour le projet sous-marin nucléaire soviétique, 661), et leur équipage est de plus d'une centaine de personnes. Ils ont également un équipement et des armes, que Verne ne pouvait pas soupçonner (ou qu'il a ignoré, pour des raisons quelconques, pour équiper son Nautilus) : le périscope, le sonar, des installations de régénération de l'air, la navigation par satellite, les torpilles, les missiles balistiques, et bien plus encore. Si dans les années 1860-1870 la construction du Nautilus était considérée comme futuriste, un peu plus d'un siècle plus tard, l'engin serait dorénavant vu comme obsolète.
Toutefois, sa conception est toujours très populaire. Elle est exploitée dans le secteur du tourisme. Ainsi, en 2006, lors d'une exposition à Dubaï, la compagnie a présenté un sous-marin Exomos Nautilus. L'apparence du sous-marin est proche de celle de son prototype littéraire. Sa capacité d'accueil est de 10 personnes, et la profondeur maximale où il peut plonger de 30 mètres. Le coût du sous-marin est de 3 millions de dollars.

## Les aspects culturels
Nemo a été initialement conçu par Verne comme un révolutionnaire polonais, désirant couler les navires russes, et le Nautilus comme une machine à tuer. Cependant, l'éditeur Hetzel, pour ne pas choquer ses nombreux lecteurs russes, était défavorable à un tel personnage et a préféré faire changer l'écrivain d'avis. De ce fait Nemo devient un Indien, assassin-vengeur, un rebelle, un combattant à l'oppression britannique, ainsi qu'un marin et scientifique. Au fil du temps de nombreuses caractéristiques du capitaine Nemo vont être modifiées, de même que pour son navire. Le Nautilus a cessé d'être une machine à tuer, et est considéré non seulement comme un sous-marin à haute vitesse, résistant à toutes les profondeurs, mais aussi comme une arme de représailles, un laboratoire de recherche sous-marine et la demeure d'un ermite. Avec Nemo aux commandes, son but n'est pas seulement de couler les navires des agresseurs, mais aussi d'aider les opprimés, et d'étudier la vie marine. Le titre du roman joue également en faveur d'une primauté du Nautilus. Le livre, à l'origine, devait être appelé Capitaine Nemo, axant l'intrigue sur la personnalité du capitaine. Verne change finalement ce titre pour Vingt Mille Lieues sous les mers, et le sous-marin y joue un rôle important. Ainsi, le titre lui-même suscite dans l'inconscient des lecteurs des images de la mer profonde. Le navire  vient en quelque sorte en second lieu, et le capitaine, finalement, n'apparaît qu'en troisième lieu. En partie à cause de cela, et grâce à la popularité du roman, le Nautilus est devenu l'un des sous-marins les plus célèbres dans le monde.

### LeNautilusdans les œuvres d'autres auteurs
Le roman Némoville d’Adèle Bourgeois fait apparaître le Nautilus après les évènements de L'Île mystérieuse. 
Dans les années 1993-2002, l'écrivain Wolfgang Hohlbein publie une série de livres sous le titre Les Enfants du Capitaine Nemo (autre nom - Opération Nautilus). L'action principale, déplacée au roman en 1916, se déroule à bord du Nautilus pendant la Première Guerre mondiale, et le personnage principal est un jeune fils du prince Dakkar nommé Michael. Toutefois, le navire lui-même, à en juger par le peu de références à sa structure, est très différent du submersible des romans de Jules Verne. Ainsi, le Nautilus de Hohlbein est équipée d'épiscopes, qui en 1869 n'existaient pas, d'un projecteur placé sur l'arc, et il est propulsé par des moteurs à combustion interne (dans le roman, il est plusieurs fois mentionné la pompe de carburant). La série complète comprend 12 livres.
Dans L'Île du Point Némo, de Jean-Marie Blas de Roblès, le Nautilus apparaît comme un point central de la dernière partie (chapitre 61), et permet l'évasion des personnages de l'île. Dans ce roman l'engin est issu d'une hybridation : des puces électroniques ont été implantées sur le cerveau d'un véritable nautile géant (pris auparavant dans le récit pour Cthulhu), et sont reliées au cerveau du capitaine Némo, cliniquement mort et qui a « fusionné » avec lui. Le capitaine réagit cependant toujours au son de l'orgue et c'est grâce à cet instrument que le Nautilus se conduit désormais.

### LeNautilusau cinéma et la télévision

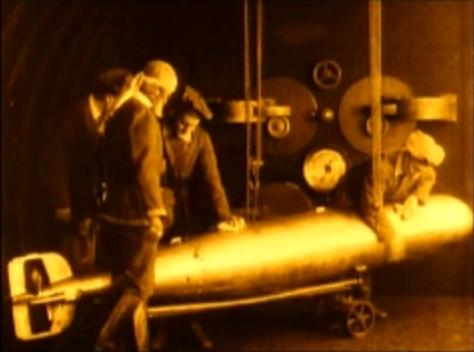
Compartiment avant du Nautilus dans le film Vingt Mille Lieues sous les mers (1916)

Le Nautilus apparaît dans les films suivants :
- Vingt Mille Lieues sous les mers (1907, 1916, 1927, 1952, 1954, 1997, 1997 (II), 2007)
- L'Île mystérieuse (1902, 1921, 1929, 1941, 1951, 1961, 1963, 1973, 1975, 1995, 2001, 2005)
- Le Capitaine Nemo et la Ville sous-marine (1969)
- Capitaine Nemo (1975)
- Le Retour du capitaine Nemo (1978)
- Nemo (1984)
- La Ligue des gentlemen extraordinaires (2003)
- 30,000 Leagues Under the Sea (2007)
- Voyage au centre de la Terre 2 : l'île mystérieuse (2012)

Dans la plupart des films, le Nautilus est très différent de la description qui en est faite dans le livre. Extérieurement, il ressemble souvent à un gros poisson, mais dans certains films (comme Capitaine Nemo), il a l'apparence d'un sous-marin moderne, et est même parfois équipé d'un périscope. Sa taille varie également beaucoup selon les films, passant de 32 mètres (la longueur de sa maquette grandeur nature) dans Vingt Mille Lieues sous les mers (1954) à plusieurs centaines de mètres dans La Ligue des gentlemen extraordinaires (2003). La représentation de l'armement varie également.
Dans 30,000 Leagues Under the Sea (2007), le Nautilus, de taille gigantesque, ressemble plutôt à un sous-marin soviétique de classe Typhoon. De même dans La Ligue des gentlemen extraordinaires (2003), le Nautilus est plus proche d'un sous-marin nucléaire, filant à une vitesse vertigineuse et armé de missiles balistiques.

### LeNautilusdans l'animation
Comme dans les films, l'apparence et la taille du Nautilus dans le cinéma d'animation diffèrent parfois grandement de sa description dans le roman. Par exemple, dans l'anime Nadia, le secret de l'eau bleue, il ressemble davantage à un navire futuriste, et présente des dimensions plus considérables que celles du sous-marin du roman de Verne. Le Nautilus apparaît dans les dessins animés suivants :
- Brandy famille sur l'île mystérieuse (1972) ;
- 20,000 Leagues Under the Sea (1972, 1975, 2002) ;
- Mysterious Island (1975, 2001) ;
- Aventures sous-marine du capitaine Nemo (1975) ;
- La Bataille de la mer grande : 20 000 miles de l'Amour (1981) ;
- Damu Toraburu Tondekeman (1990) ;
- Nadia, le secret de l'eau bleue (1990-1991) ;
- Willy Fog (1993) ;
- Space Strike (1995) ;
- Johnny Bravo (2000).

### LeNautilusdans les jeux vidéo
En 1984, le logiciel Synapse a publié le jeu Nautilus où la tâche d'un joueur est de gérer les pieuvres sous-marines et repousser les attaques et les navires.
En 1988, Coktel Vision a publié un jeu vidéo 20 000 Lieues sous les mers, où l'apparence du Nautilus a été copié à partir des sous-marins modernes, et l'intérieur conçu dans le style steampunk.
En 2002 Cryo Interactive a sorti le jeu Mondes de Jules Verne : Le Mystère du « Nautilus », où toute l'action principale se déroule à l'intérieur du Nautilus.
En 2004 The Adventure Company a édité le jeu Retour sur l'île mystérieuse, où la représentation du Nautilus est fondamentalement conforme à sa description originelle.
Une évolution du jeu Far Cry (2004) est intitulée Mysterious Island d'après le roman de Jules Verne.
En 2004, dans le jeu vidéo Shadow Hearts: Covenant, la dernière arme de Joachim Valentine est le Nautilus. Cette arme s'obtient en réalisant une sous-quête.
En 2007, 1C Company sort Rex et le capitaine Nemo, où l'image du Nautilus est emprunté à partir de coquilles de mollusques éponymes.
Il est à noter que le jeu de rôle publié en 2006, AIM 2: Clan Wars apparaît le Nautilus. Cependant, la plupart des joueurs ne peuvent le voir.
Un personnage scaphandrier du jeu League of Legends est appelé Nautilus.

### Autres
L'avionneur français Louis Charles Breguet a baptisé Nautilus son hydravion Breguet 790.
Le groupe de rock russe Nautilus Pompilius, bien qu'il ait été nommé en l'honneur du mollusque Nautilus pompilius, a son nom souvent associé à la littérature et au Nautilus, et le soliste, Vyacheslav Butusov, souvent surnommé « le capitaine Nemo ».
En 2003 RoverComputers a nommé en l'honneur du sous-marin fantastique sa nouvelle série d'ordinateurs portables, RoverBook Nautilus. 
« À une époque, les idées présentées dans le roman de Jules Verne 20 000 Lieues sous les mers, étaient vraiment révolutionnaires. Et à bien des égards elle le sont encore aujourd'hui ».
En outre, le nom est devenu l'acronyme de Non-Atmospheric Universal Transport Intended for Lengthy United States du Nautilus-X (en), un projet de véhicule d'exploration spatial de la NASA.
Les Mystères du Nautilus est une attraction du parc Disneyland à Paris. Elle reprend le thème des œuvres de Jules Verne présentées dans Discoveryland, tout comme avant elle les attractions Submarine Voyage et 20,000 Leagues Under the Sea aux États-Unis et à Tokyo DisneySea.
En 2020, le Studio Deadcrows a publié le jeu de rôle Nautilus, un livre de 242 pages (plus un livret de 50 pages) conçu par Batro et François Cedelle, dans lequel les joueuses interprètent les héritiers du capitaine Nemo à travers une campagne en six scénarios qui explorent plusieurs romans de Jules Verne. Le sous-marin y est abondamment décrit et susceptible d'être modifié par les personnages[réf. nécessaire].
L'astéroïde (9769) Nautilus, découvert en 1993, est nommé d'après le sous-marin Nautilus de Fulton, celui de Jules Verne dans Vingt Mille Lieues sous les mers et l'USS Nautilus premier sous-marin nucléaire.

## Galerie

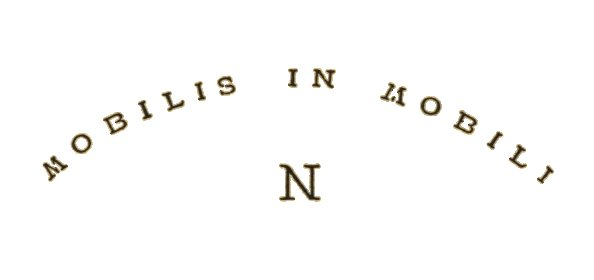
Devise du Nautilus ("Mobile dans l’élément mobile").
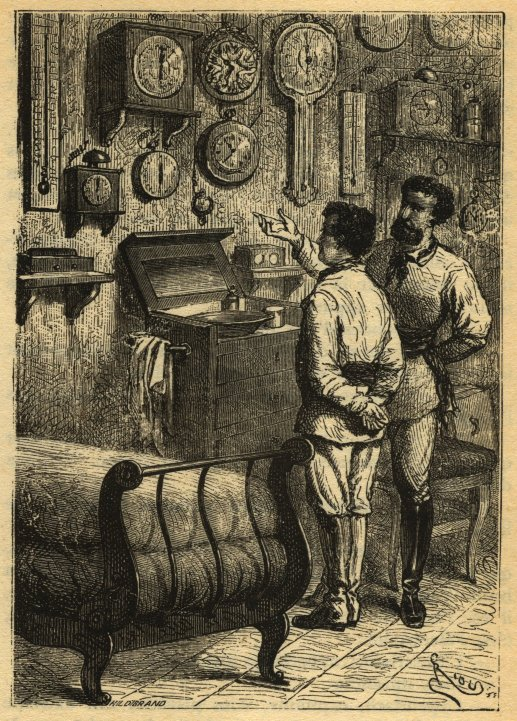
La chambre du capitaine Nemo[N 1].
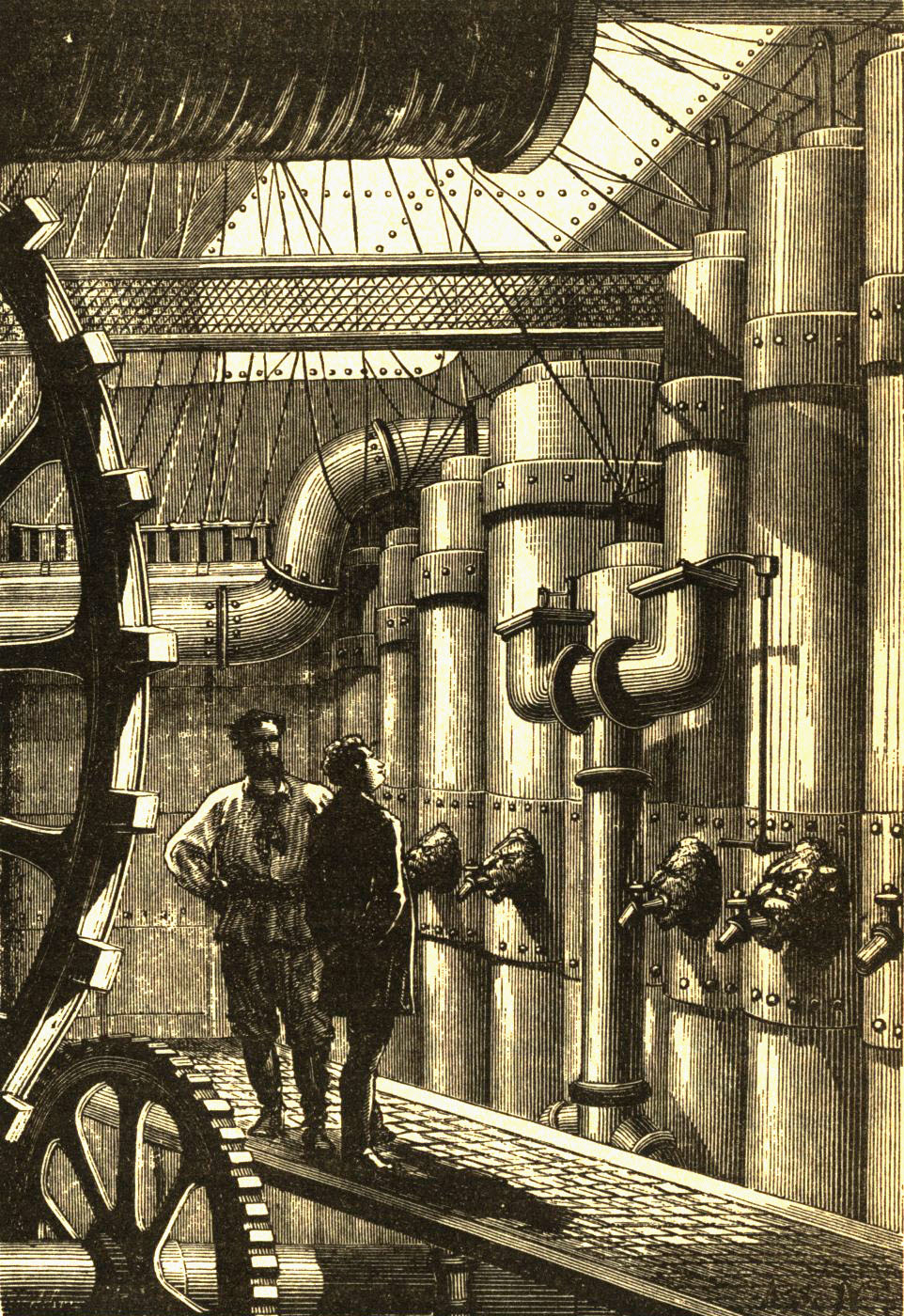
Le compartiment machine du Nautilus[N 1].
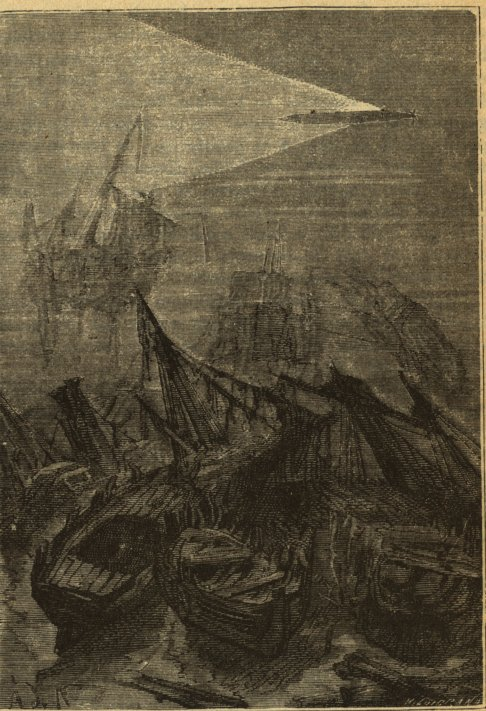
Le Nautilus dans le détroit de Gibraltar[N 1].
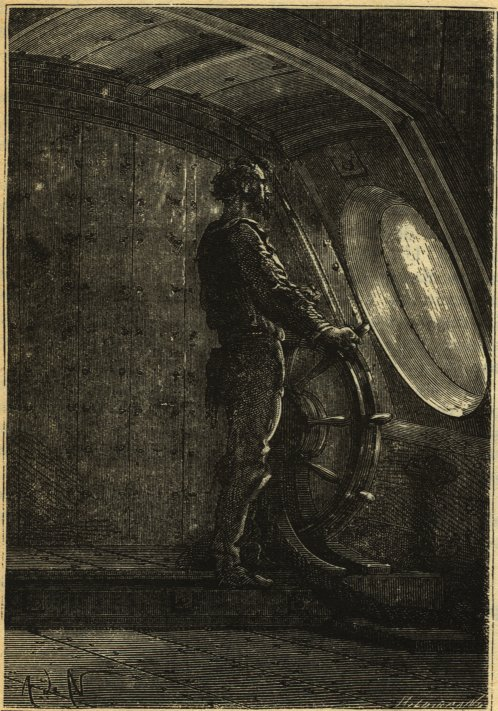
La timonerie du Nautilus[N 1].
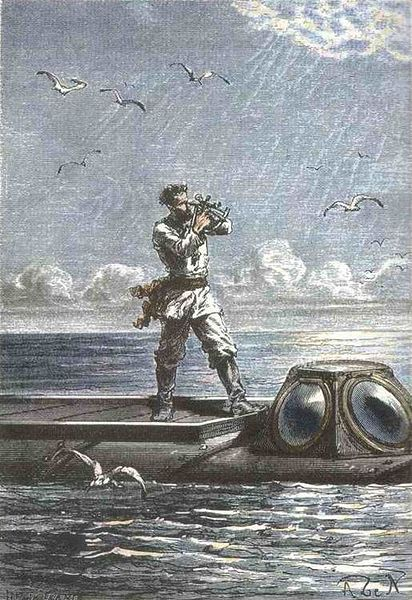
Nemo sur le pont du Nautilus[N 1].
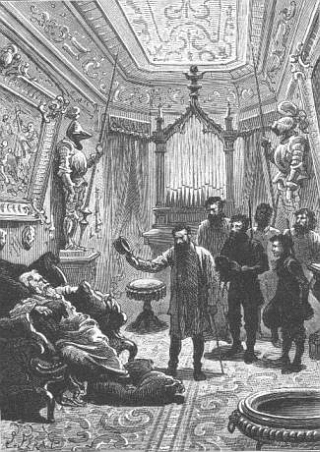
Les colons venus dans le Nautilus.
Les Mystères du Nautilus à Disneyland Paris.